# Intelligence artificielle faible

Exemple d'Intelligence Artificielle faible : le logiciel Siri

L'intelligence artificielle faible (en abrégé IA faible) est une intelligence artificielle non-sensible qui se concentre sur une tâche précise,. L'IA faible est définie en contraste avec l'IA forte (une machine dotée de conscience, de sensibilité et d'esprit) ou l'intelligence artificielle générale (une machine capable d'appliquer l'intelligence à tout problème plutôt qu'un problème spécifique).
Siri est un bon exemple de l'intelligence faible. Siri fonctionne dans une gamme prédéfinie limitée. Dans Forbes (2011), Ted Greenwald a écrit: « Le couple iPhone/Siri représente l'arrivée de l'IA hybride, combinant plusieurs techniques d'IA faible, plus l'accès aux données massives du cloud. » Le chercheur en intelligence artificielle Ben Goertzel, sur son blog en 2010, a déclaré que Siri était « très limitée et fragile », ce qui est démontré par des réponses ne répondant pas à la question si vous en posez en dehors des limites de la demande.
Certains chercheurs pensent que, bien que qualifiée de « faible », une telle IA pourrait être dangereuse. En 2013, George Dvorsky (en) a déclaré sur io9 : « Une IA faible pourrait endommager notre réseau électrique, les centrales nucléaires, provoquer un effondrement économique à l'échelle mondiale, des véhicules autonomes et des robots… ».